# Directiva sobre el treball de durada determinada
La Directiva de treball de durada determinada 99/70/CE, oficialment Directiva 1999/70/CE del Consell de 28 de juny de 1999 relativa a l'Acord marc de la CES, la UNICE i el CEEP sobre el treball de durada determinada, és una de les tres directives europees que regulen el treball atípic. Juntament amb la Directiva sobre el treball a temps parcial i la Directiva sobre el treball a través d'empreses de treball temporal, l'objectiu és garantir que les persones que no hagin contractat llocs de treball fixos tinguin tanmateix garantit un nivell mínim d'igualtat de tracte respecte al personal fix a temps complet. Els contractes de treball de durada determinada pretenen ser de durada limitada, però el personal amb aquests contractes pot afirmar que són indefinits després d'un màxim de quatre anys. Els estats membres de la unió europea poden anar més enllà del mínim, i ho fan habitualment.

## Contingut
L'article 1 de la Directiva estableix la seva finalitat per fer complir l'acord marc entre la CES, l'UNICE i el CEEP. Això dona lloc a les diferents disposicions sobre els drets dels treballadors de durada determinada a la Directiva.
- La clàusula 3(1) estableix que un treballador de durada determinada és «una persona que té un contracte de treball o una relació de treball subscrit directament entre un empresari i un treballador quan la fi de la relació laboral està determinada per condicions objectives com ara arribar a una data determinada, completar una tasca específica, o l'ocurrència d'un esdeveniment concret». Amb aquesta definició es pretenia excloure els treballadors per empresa de treball temporal fent referència a un contracte de treball subscrit «directament»: llurs drets es troben a la Directiva sobre el treball a través d'empreses de treball temporal.
- La clàusula 4(1) diu que «pel que fa a les condicions de treball, els treballadors de durada determinada no han de ser tractats d'una manera menys favorable que els treballadors fixos comparables només perquè tenen un contracte o una relació de durada determinada, tret que un tracte diferent es justifiqui per raons objectives.» (2) Prorrata (3) S'hauria de consultar als interlocutors socials abans que es fixin els períodes de qualificació. (4) «Les qualificacions de període de servei relacionades amb condicions particulars de treball han de ser les mateixes per als treballadors de durada determinada que per als treballadors fixos, llevat que es justifiquin per raons objectives una titulació d'antiguitat diferent.»
- La clàusula 5 evita l'abús dels contractes de durada determinada, mitjançant la implementació de (a) raons objectives per a la renovació (b) un límit de durada total dels contractes de durada determinada successius (c) un límit de nombre de renovacions
- La clàusula 6 exigeix que els treballadors de durada determinada rebin la mateixa informació i oportunitats laborals
- La clàusula 7 exigeix que els treballadors de durada determinada rebin els mateixos drets d'informació i consulta
- La clàusula 8, diu que els estats membres poden ser més favorables en llurs lleis nacionals

## Implementació
- Sentència del Tribunal de Justícia de 22 de febrer de 2024